# Аксьоново (Гусь-Хрустальний район)
Аксьоново (рос. Аксёново) — присілок у Гусь-Хрустальному районі Владимирської області Російської Федерації.
Входить до складу муніципального утворення Краснооктябрське сільське поселення. Населення становить 443 особи (2010).

## Історія
Присілок розташований на землях фіно-угорського народу мещери.
Від 1929 року належить до Гусь-Хрустального району. Спочатку у складі Івановської промислової області, а від 19 серпня 1944 року — Владимирської області.
Згідно із законом від 25 травня 2005 року входить до складу муніципального утворення Краснооктябрське сільське поселення.

## Населення
| 1859 | 1897 | 1905  | 1926  | 2002 | 2010 |
| ---- | ---- | ----- | ----- | ---- | ---- |
| 594  | ↗943 | ↗1080 | ↗1145 | ↘453 | ↘443 |